# IBM Lotus Word Pro
Lotus Word Pro è un elaboratore di testi sviluppato dal gruppo Lotus Software di IBM, compatibile con Microsoft Windows e IBM OS/2 Warp. Faceva parte della suite da ufficio Lotus SmartSuite.
Basato su Ami Pro, un elaboratore di testi originariamente sviluppato da Samna, Word Pro è stato profondamente riscritto, introducendo un nuovo formato di documento nativo. Il predecessore di Ami Pro, chiamato Amí, fu rilasciato nel 1988 e fu il primo elaboratore di testi completamente funzionante per Windows, prima ancora di Microsoft Word, che debuttò nel 1989.
Nel 1990, Lotus Development Corporation acquisì Samna per integrare Ami Pro nella propria suite da ufficio. Il software continuò a essere sviluppato con il rilascio della versione 3 nel 1992. L'ultima versione di Ami Pro fu la 3.1, tutte le versioni rilasciate rimasero 16 bit. Ami Pro per Windows venne fornito anche con Adobe Type Manager, dato che Windows all'epoca aveva un supporto limitato per i caratteri scalabili prima dell'introduzione di TrueType.
Nel 1994, Joe Guthridge fu uno dei sette vincitori del premio Windows Pioneer Award per i contributi forniti allo sviluppo iniziale di Windows.
L'ultima versione di Word Pro fu la 9.8 Fixpack 6 del 2007, compatibile con tutte le versioni di Windows da Windows 95 a Windows 7.